# 卡尔萨万
卡尔萨万（Kharsawan），是印度贾坎德邦Pashchimi Singhbhum县的一个城镇。总人口6790（2001年）。

## 人口
该地2001年总人口6790人，其中男性3545人，女性3245人；0—6岁人口1157人，其中男570人，女587人；识字率64.05%，其中男性为72.41%，女性为54.92%。